# Andrássy Dénes

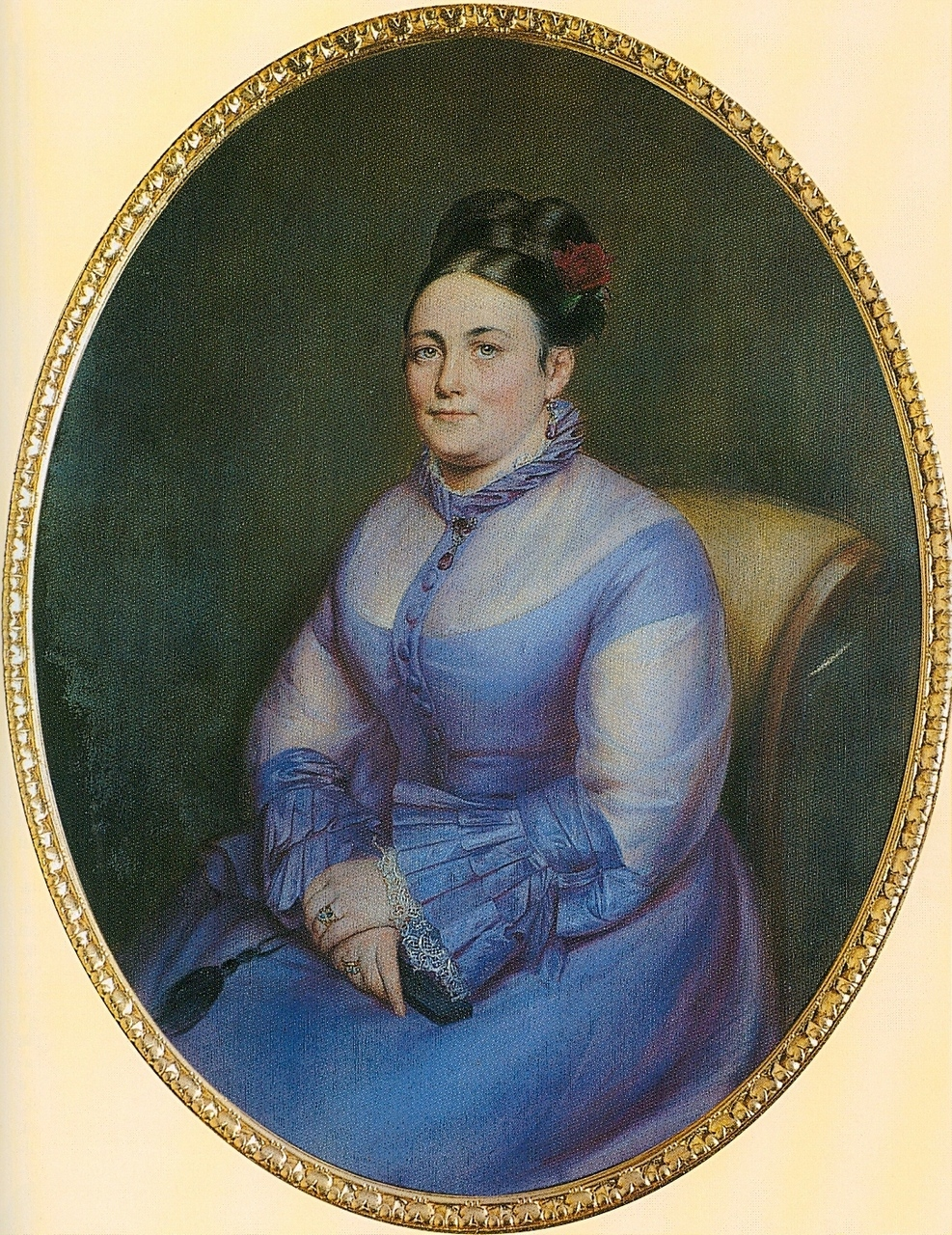
Felesége Hablawetz Franciska

krasznahorkai és csíkszentkirályi gróf Andrássy Dénes (Krasznahorkahosszúrét, 1835. november 19. – Palermo, 1913. február 23.) főrendiházi tag, műpártoló, a Magyar Heraldikai és Genealógiai Társaság elnöke, az MTA tagja.

## Élete
Andrássy Dénes gróf Andrássy György és Königsegg-Aulendorfi Franciska grófnő második gyermekeként született. Gyermekkorát és ifjúsága korai éveit a várhosszúréti kastélyban töltötte, ahol magánúton végzett tanulmányokat és Sárréten is. Az 1848–49-es forradalom és szabadságharc után a család gyakran költözött. Már ifjú korában lázadozott konzervatív szellemű famíliája nevelési elvei ellen. Szívesen töltötte idejét a cselédek társaságában, a falubeli fiúkkal játszott, emellett rajzolt és festett is. Bonnban jogi, majd magánúton végzett tanulmányai után, 1856-tól rövid időre a bécsi kancelláriához került fogalmazóként. 
Az 1860-as években Bécsben folytatott tanulmányokat, itt szeretett bele a polgári származású Hablawetz Franciska nevű leányba. 1866. április 6-án Pisában házasodtak össze, ezért Andrássy apja kitagadta fiát a családi örökségből. A házaspár ekkor eldöntötte, hogy nem tér vissza Magyarországra.
Andrássy visszavonult a közélettől, Grazban és Döblingben élt feleségével. Ismert műpártoló volt, 1896-ban a kiváló tehetségű fiatal festők számára ösztöndíj-alapítványt hozott létre. 
Magyarországon elsőként hozott létre 1898-ban olyan 256 000 koronás alapítványt, amely a saját uradalmi tisztikarának nyugdíjalapítványaként szolgált. Felesége halála után (1902. október 26.) Münchenből hazaszállított képeiből Hosszúréten megalapította a Franciska-ereklyemúzeumot. Jótékonysági és kulturális intézményeket támogatott. Az MTA igazgató tanácsa tagjává (1906), a Magyar Heraldikai és Genealógiai Társaság elnökévé választotta. 1908–1809-ben önálló, szecessziós stílusú, felső világítással és vízgőzfűtéssel felszerelt épületet emeltetett Krasznahorkaváralján a kép- és szoborgyűjteménye számára. Ebben a gyűjteményben Böcklin, Albert Keller, Fritz von Uhde és Franz Stuck művei is megtalálhatóak voltak.
A képtár anyagát végrendeletében a budapesti Szépművészeti Múzeumra hagyta. 1913. március 8-án 9 órakor neje mellé temették a krasznahorkai Andrássy-mauzóleumba.